# John Clapp
John Edgar Clapp (17 de julho de 1851 – 18 de dezembro de 1904), apelidado de "Honest John", foi um jogador profissional de beisebol que atuou também como treinador, cuja carreira durou 12 temporadas, 11 das quais na Major League Baseball (MLB) pelas equipes: Middletown Mansfields (1872), Philadelphia Athletics (1873–75), St. Louis Brown Stockings (1876–77), Indianapolis Blues (1878), Buffalo Bisons (1879), Cincinnati Reds (1880), Cleveland Blues (1881) e New York Gothams (1883). Clapp, que jogou principalmente como catcher, também jogou como outfielder. En sua carreira, Clapp acumulou aproveitamento ao bastão de 28,3% com 459  corridas, 713 rebatidas, 92 duplas, 35 triplas, 7 home runs e 834 RBIs. Em 1188 partidas jogadas, Clapp foi eliminado por strikeout apenas 51 vezes. Embora tenha passado a maior parte de sua carreira nas grandes ligas, Clapp também jogou duas temporadas nas ligas menores. Fez sua estreia na MLB aos 21 anos de idade. Seu irmão, Aaron Clapp, também jogou uma temporada da MLB pelo Troy Trojans.

## Após o beisebol
Após sua aposentadoria no beisebol, Clapp serviu como sargento em sua cidade natal de Ithaca, Nova Iorque. Morreu à meia-noite de 18 de dezembro de 1904 de apoplexia. Clapp foi enterrado no Lake View Cemetery em Ithaca.